# Roy Kühne

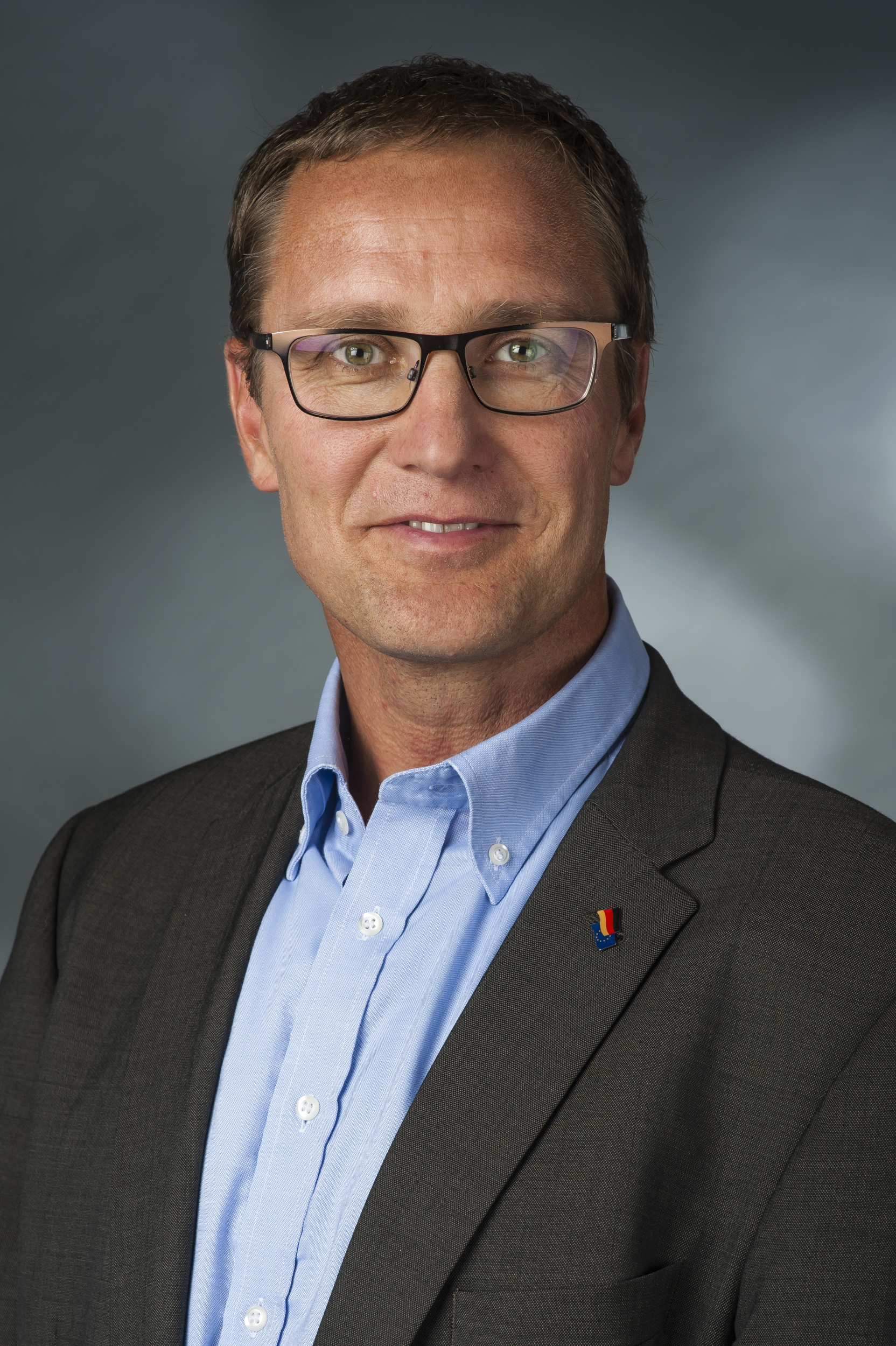
Roy Kühne (2014)

Roy Kühne (* 27. September 1967 in Magdeburg) ist ein deutscher Physiotherapeut und Politiker (CDU). Von 2013 bis 2021 gehörte er dem Deutschen Bundestag an.

## Leben und Beruf
Aufgewachsen in Magdeburg, legte Kühne 1986 an der örtlichen Erweiterten Oberschule „Geschwister Scholl“ sein Abitur ab. Nach seinem Wehrdienst absolvierte Kühne von 1989 bis 1994 ein Lehramtsstudium in den Fächern Biologie und Sport an der Martin-Luther-Universität in Halle (Saale). Es folgte seine Promotion zum Dr. phil. mit der Arbeit Heben und Tragen unter kinästhetischem Aspekt.
Nach Weiterbildungen zum Diplom-Sporttherapeuten und zum Physiotherapeuten arbeitete er in einem Reha-Zentrum, bevor er sich im südniedersächsischen Northeim niederließ, wo er seit 1999 ein Gesundheitszentrum führt. Seit 2022 ist er außerdem „Director Government Affairs“ des Hilfsmittelherstellers Bauerfeind AG im thüringischen Zeulenroda.
Kühne ist verheiratet und hat zwei Kinder.

## Politik
Roy Kühne trat 2005 in die CDU ein. Seit 2007 leitet er den Ortsverband Northeim, seit November auch den Kreisverband Northeim. 
Bei den Bundestagswahlen 2013, 2017 und 2021 trat Roy Kühne für die CDU im Wahlkreis Goslar-Northeim-Osterode an. 
2013 unterlag er im Wahlkreis knapp gegen den SPD-Kandidaten Wilhelm Priesmeier, zog aber über Platz 22 der niedersächsischen CDU-Landesliste in den Bundestag ein. Er wurde Mitglied des Ausschusses für Gesundheit, wo er für die Unionsfraktion für die Themenbereiche Heil- und Hilfsmittel sowie nicht-ärztliche Gesundheitsberufe zuständig war. Außerdem war er Mitglied des Ausschusses für Tourismus. 
Er zählte zu den 75 Unionsabgeordneten – 68 von der CDU (26,9 % aller CDU-Abgeordneten) und 7 von der CSU (12,5 % aller CSU-Abgeordneten) –, die Ende Juni 2017 für die gleichgeschlechtliche Ehe stimmten.
Bei der Bundestagswahl 2017 gewann Kühne das Direktmandat in seinem Wahlkreis. Er blieb Mitglied im Ausschuss für Gesundheit.
Bei den Bundestagswahlen 2021 unterlag Kühne im Wahlkreis der SPD-Kandidatin Frauke Heiligenstadt. Auch Platz 23 auf der Landesliste genügte nicht für einen Wiedereinzug, sodass er aus dem Parlament ausschied.
Kühne ist Mitglied der überparteilichen Europa-Union Deutschland.